# Liste der Ehrenbürger von Türkheim
Der Markt Türkheim hat bislang 16 Personen das Ehrenbürgerrecht verliehen.
Im Zuge der Eingemeindung der Gemeinde Irsingen am 1. Mai 1978 wurden die dort verliehenen Ehrenbürgerschaften übernommen.
Hinweis: Die Auflistung erfolgt chronologisch nach Datum der Zuerkennung.

## Die Ehrenbürger des Marktes Türkheim
1. Josef Ossenbrunner
königlich-bayerischer Regierungsrat
2. Franz Essenwanger
Lehrer in Irsingen
3. Franz Ser. Schipfel
Pfarrer in Irsingen
4. Johann Bapt. Thorwart
Pfarrer in Irsingen
5. Josef Wiedemann (* 22. Mai 1862 in Türkheim; † 27. Dezember 1946 in München; beigesetzt auf dem Friedhof in Türkheim)
Erster Bürgermeister des Marktes Türkheim von 1902 bis 1935
Verleihung am 2. Juli 1927
Die Verleihung fand anlässlich seines 25-jährigen Dienstjubiläums als Bürgermeister statt. Nach ihm ist auch die Altbürgermeister-Wiedemann-Straße benannt.
6. Jakob Sigle (* 17. November 1861 in Kornwestheim; † 5. Juli 1935 in Wiesbaden)
Geheimer Kommerzienrat und der Begründer der Salamanderwerke.
Verleihung am 9. Dezember 1932
Sigle baute ab dem Jahr 1920 in Türkheim das Zweigwerk der Salamander AG (vormals Fa. Lehne GmbH) auf. Nach ihm wurde zudem die Jakob-Sigle-Straße benannt.
7. Oswald Läuterer (* 26. November 1882 in Oberwittstadt; † 2. August 1956 in Augsburg; beigesetzt in einem Pfarrgrab auf dem Friedhof in Türkheim)
katholischer Pfarrer
Verleihung 1952
Läuterer erhielt seine Priesterweihe (Dekan und Bischöflich Geistlicher Rat) am 26. Juli 1906. Er wirkte in Türkheim vom 14. Februar 1935 bis zum 9. Mai 1955. Anlässlich seines 70. Geburtstages wurde er zum Ehrenbürger ernannt. Nach ihm wurde zudem die Oswald-Läuterer-Straße benannt.
8. Stephan Singer (* 21. Oktober 1884 in Türkheim; † 11. März 1966 in Türkheim)
Erster Bürgermeister des Marktes Türkheim von 1945 bis zum 31. März 1964
Verleihung 1959
Singer bekam die Ehrenbürgerschaft anlässlich seines 75. Geburtstags verliehen. Nach ihm wurde die Bürgermeister-Singer-Straße benannt.
9. Joseph Bernhart (* 8. August 1881 in Ursberg; † 21. Februar 1969 in Türkheim; beigesetzt auf dem Friedhof in Türkheim)
Religionswissenschaftler und Schriftsteller
Verleihung 1961
Bernhart zog am 21. Juni 1974 von München nach Türkheim. Er gilt als einer der großen Denker des 20. Jahrhunderts. Die Verleihung fand anlässlich seines 80. Geburtstags statt. Nach ihm sind auch das Joseph-Bernhart-Gymnasium und die Dr.-Joseph-Bernhart-Straße benannt.
10. Josef Singer (* 10. Oktober 1888 in Türkheim; † 26. Januar 1980 in München)
von 1947 bis 1968 Präsident des Bayerischen Senats sowie Vorstand der Bayerischen Warenvermittlung (BayWa)
Verleihung 1963
Singer wurde anlässlich seines 75. Geburtstages zum Ehrenbürger ernannt.
11. Josef Dachser (* 13. März 1906 in Haldenwang; † 30. November 1978 in Marktoberdorf; beigesetzt auf dem Friedhof in Marktoberdorf)
Unternehmer, Begründer der Kieswerke Dachser auf der Irsinger Flur
Verleihung 1971 in Irsingen
Seit seinem 65. Geburtstag war er Ehrenbürger der damals noch eigenständigen Gemeinde Irsingen.
12. Leo Schneider
Unternehmer, Gründer der Schneider Rundfunkwerke
13. Herbert Kessel (* 26. Februar 1909 in Wülfrath; † 11. Januar 1985 in München; beigesetzt in einem Pfarrgrab auf dem Friedhof in Türkheim)
katholischer Pfarrer
Verleihung am 21. Oktober 1978
Kessel erhielt seine Priesterweihe (Bischöflich Geistlicher Rat) am 23. Juli 1936 im Hohen Dom zu Köln. In Türkheim wirkte er vom 7. November 1955 bis zum 31. August 1978. Anlässlich seiner Verabschiedung als Pfarrer wurde er zum Ehrenbürger ernannt. Nach ihm wurde zudem  die Herbert-Kessel-Straße benannt.
14. Syntiche Meier (* 31. August 1907 in Sulzbach; † 6. Juni 1987 in Mallersdorf-Pfaffenberg)
Krankenschwester und später Oberin am ehemaligen Kreiskrankenhaus von Türkheim
Verleihung am 13. November 1980
Die Verleihung fand anlässlich der Verabschiedung der Mallersdorfer Schwestern am 23. November 1980 statt.
15. Martin Zech (* 22. Januar 1906 in Bedernau; † 19. November 1997 in Irsingen)
katholischer Pfarrer
Verleihung 1996
Zech erhielt seine Priesterweihe am 9. Juli 1933. Von 1945 bis zu seinem Tod war er Pfarrer von Irsingen. Die Ehrenbürgerschaft wurde ihm anlässlich seines 90. Geburtstages verliehen. Nach ihm ist die Pfarrer-Zech-Straße in Irsingen benannt.
16. Luitpold Schuhwerk (* 11. November 1922 in Türkheim; † 18. Januar 2005 in Mindelheim)
Heimatforscher, Heimatdichter und Kunstmaler
Verleihung am 9. Dezember 1999
Schuhwerk verfasste Gedichte in Allgäuer Mundart und war Leiter des von ihm gegründeten und aufgebauten Heimatmuseums in Türkheim. Die Ernennung erfolgte im Rahmen des Festaktes 300 Jahre Markterhebung am 29. Januar 2000. Nach ihm ist zudem die „Poldl-Schuhwerk-Straße“ benannt.